# Шилово (Рыбинский район)
В Ярославской области есть ещё две деревни с этим названием, в Даниловском и Некрасовском районах.
Шилово — деревня в Погорельском сельском округе Глебовского сельского поселения Рыбинского района Ярославской области . Деревня не указана на топографической карте.
Деревня находится в 2 км к востоку от автомобильной дороги из центра сельского поселения Глебово на Ларионово и северо-востоку от расположенной вблизи этой дороги деревни Бараново. К северу от Шилово, также в стороне от дороги стоит деревня Горели, а к югу — Малое Займище , .
Деревня Шилова указана на плане Генерального межевания Рыбинского уезда 1792 года.
На 1 января 2007 года в деревне не числилось постоянных жителей. Деревню обслуживает почтовое отделение, расположенное в центре сельского округа, селе Погорелка .